# Samin (Dąbrówno)
Samin (deutsch Seemen) ist ein Dorf in der polnischen Woiwodschaft Ermland-Masuren. Es gehört zur Gmina Dąbrówno (Landgemeinde Gilgenburg) im Powiat Ostródzki (Kreis Osterode in Ostpreußen).

## Geographische Lage
Samin liegt am Ostufer des Jezioro Piekiełko  südöstlich des Jezioro Dąbrowa im Südwesten der Woiwodschaft Ermland-Masuren, 26 Kilometer südlich der Kreisstadt Ostróda (deutsch Osterode in Ostpreußen).
|  |

## Geschichte

### Ortsgeschichte
1416 wurde unweit des Sees ein Gut errichtet, das als späterer Gutsbezirk Seemen neben der Landgemeinde gleichen Namens bis 1928 bestand, selbst aber erst 1945 aufgegeben werden musste. Am 7. Mai 1874 wurde der Amtsbezirk Seemen im Kreis Osterode in Ostpreußen, Regierungsbezirk Königsberg (ab 1905: Regierungsbezirk Allenstein) in der preußischen Provinz Ostpreußen errichtet.

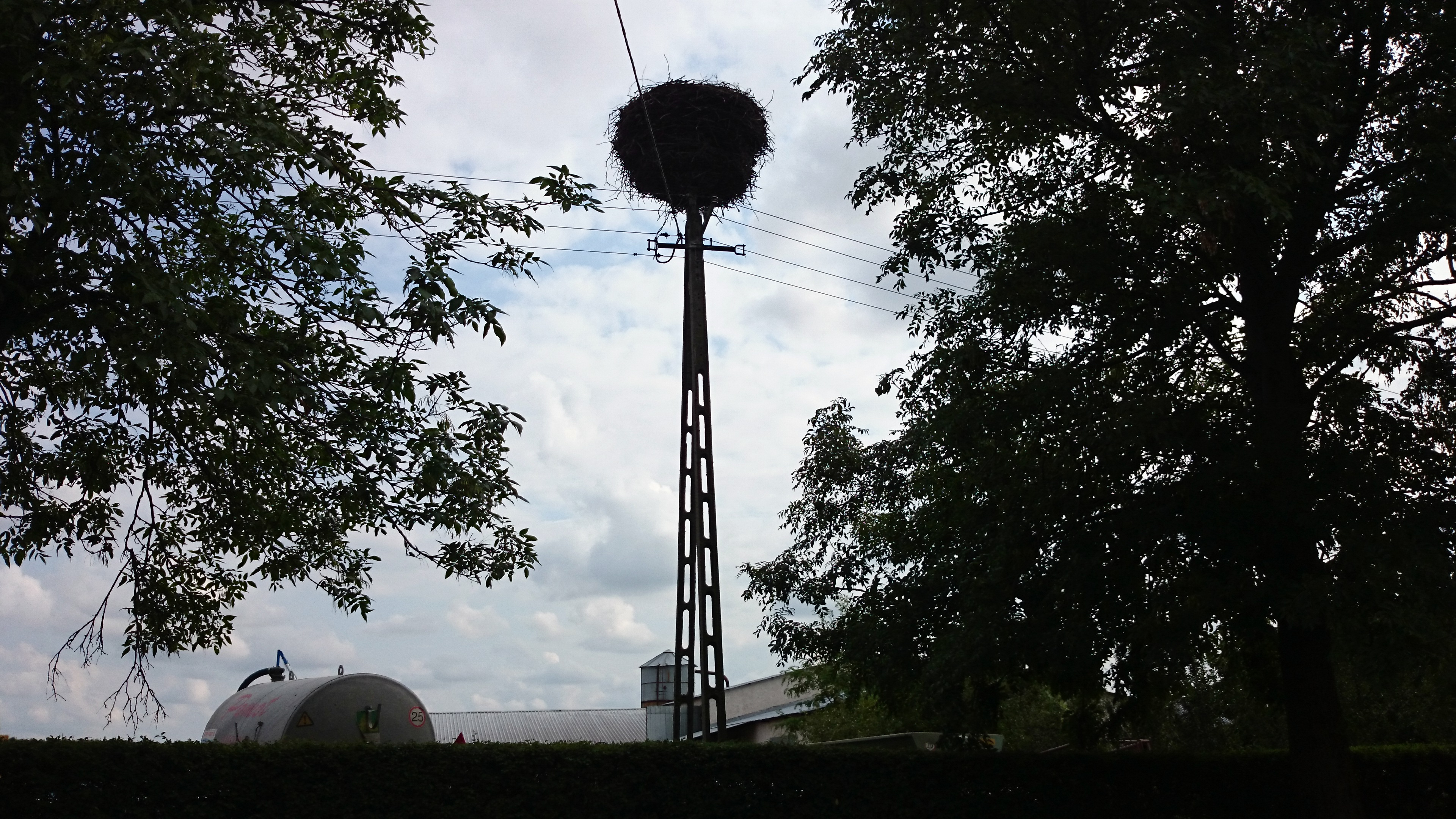
Storchennest in Samin

Im Jahre 1910 zählte der Gutsbezirk Seemen 223, das Dorf 132 Einwohner. Ihre Gesamtzahl – auch die Ortsteile Marienhain (polnisch Lasek) und Schönwäldchen (Saminek) eingeschlossen – belief sich 1933 auf 548 und 1939 auf 628.
Als 1945 in Kriegsfolge das gesamte südliche Ostpreußen an Polen überstellt werden musste, war auch Seemen davon betroffen. Das Dorf erhielt die polnische Namensform „Samin“ und ist heute eine Ortschaft im Verbund der Gmina Dąbrówno (Landgemeinde Gilgenburg) im Powiat Ostródzki (Kreis Osterode in Ostpreußen), bis 1998 der Woiwodschaft Olsztyn, seither der Woiwodschaft Ermland-Masuren zugehörig. Im Jahre 2011 zählte Samin 535 Einwohner.

### Amtsbezirk Seemen (1874–1945)
Zum Amtsbezirk Seemen gehörten anfangs fünf Orte, am Ende war es nur noch Seemen selbst:
| Deutscher Name            | Polnischer Name | Anmerkungen                                                            |
| ------------------------- | --------------- | ---------------------------------------------------------------------- |
| Fiugaiken                 | Fiugajki        | 1928 in die Landgemeinde Taulensee im Amtsbezirk Marwalde umgegliedert |
| Gilgenburg, Schloss/Mühle | Zamkowy Młyn    | 1885 in die Stadt Gilgenburg eingegliedert                             |
| Schönwäldchen             | Saminek         | 1928 in die Landgemeinde Seemen eingegliedert                          |
| Seemen (Landgemeinde)     | Samin           |                                                                        |
| Seemen (Gutsbezirk)       |                 | 1928 in die Landgemeinde Seemen eingegliedert                          |

### Gut Seemen
Das 1416 eingerichtete Gut gehörte im 17. und 18. Jahrhundert bis zu seiner Versteigerung 1831 zum Grundbesitz der Finck von Finckenstein in Gilgenburg (polnisch Dąbrówno). Danach war es Eigentum der Familie Negenborn. Der Gutsbetrieb verfügte um die Wende 19./20. Jahrhundert über 472 von ehemals 883 Hektar Land. Ihm gehörte neben einer Brennerei noch eine Molkerei und eine Mühle.
Das auf einer Anhöhe gelegene Gutshaus wurde 1890 gebaut. 1900 erweiterte man es um einen Seitentrakt mit einem Viertelgeschoss. Noch heute gibt es die hölzerne Eingangslaube an der Frontseite. Aus den einst offenen, überdachten Terrassen hat man geschlossene Veranden gemacht. Der Gutspark erstreckt sich bis zum See. Vom Gutsfriedhof existieren noch Überreste.

## Kirche

### Evangelisch
Bis 1945 war Seemen in die evangelische Kirche Gilgenburg in der Kirchenprovinz Ostpreußen der Kirche der Altpreußischen Union eingepfarrt. Heute gehört Samin zur Kirche in Gardyny ((Groß) Gardienen), einer Filialkirche der Heilig-Kreuz-Kirche Nidzica (Neidenburg) in der Diözese Masuren der Evangelisch-Augsburgischen Kirche in Polen.

### Römisch-katholisch
Nach Gilgenburg gehörte Seemen vor 1945 auch katholischerseits, danach als Samin dann zu Dąbrówno. Seit 1996 ist das Dorf eine selbständige Pfarrei (polnisch Parafia) mit eigener Kirche, zu der auch Grunwald (Grünfelde) gehört. Die Pfarrei ist Teil des Dekanats Grunwald im Erzbistum Ermland.

## Verkehr
Samin liegt an der vielbefahrenen Woiwodschaftsstraße 542, die das einstige Soldauer Gebiet mit der Region Ostróda (Osterode in Ostpreußen) verbindet und auch einen Anschluss zur Schnellstraße S 7 bei Rychnowo (Reichenau) herstellt.  Zwei Nebenstraßen aus der näheren Umgebung enden außerdem in Samin. Eine Anbindung an den Bahnverkehr besteht nicht.

## Persönlichkeiten

### Aus dem Ort gebürtig
- Harry Ristock (* 20. Januar 1928 in Seemen), deutscher Politiker (SPD), Berliner Senator († 1992)